# Andrzej Żółkiewski
Andrzej Żółkiewski (ur. 15 lutego 1952 w Piasecznie) – polski aktor, trener jeździectwa.

## Życiorys
W 1979 ukończył Państwową Wyższą Szkołę Teatralną im. Aleksandra Zelwerowicza w Warszawie. W latach 1979–83 występował w Teatrze Polskim w Warszawie, a w latach 1983-90 w Teatrze Narodowym w Warszawie. Jako aktor filmowy zagrał w ponad trzydziestu serialach telewizyjnych, jednak znany jest głównie z roli Wiktora, dowódcy Andrzeja Talara w serialu Dom. Trener-koordynator jazdy konnej w Polskim Związku Pięcioboju Nowoczesnego. Trener Oktawii Nowackiej.

## Filmografia

### Seriale tv
- 2014: Lekarze − prezes (odc. 45)
- 2009: Naznaczony − mecenas Alberman (odc. 7)
- 2008: Glina − Henryk Zagórny (odc. 19)
- 2006: Mrok – kierownik kina (odc. 4 – „Miłość może zabić"),
- 2006–2007: Kopciuszek – mecenas Czyż,
- 2005: Sąsiedzi – gospodarz sopockiego kasyno (odc. 76 – „Fortuna kołem się toczy),
- 2005−2006: Egzamin z życia – lekarz w Centrum Zdrowia Dziecka (odc. 34),
- 2004: Na dobre i na złe – producent parafarmaceutyków (odc. 187 – „Rodzinne uzależnienie),
- 2004: Kryminalni − szef bandy (odc. 11)
- 2003–2009: Na Wspólnej – dyrektor,
- 2002: Sfora − prezes Globo Banku (odc. 5 i 9)
- 2002: Przedwiośnie – generał na polu bitwy; nie występuje w czołówce (odc. 3 – „Przyjaciele"),
- 2000: Ogniem i mieczem – oficer księcia Jeremiego,
- 1998: 13 posterunek (odc. 29),
- 1997: W krainie Władcy Smoków – „Mistrz" (odc. 1 i 2),
- 1997: Sława i chwała – kapitan AK „Garbaty” w dworku Targowskich (odc. 6 – „Koniec pięknego lata"),
- 1997: Boża podszewka (odc. 15 – "Juryszki wileńskie, rok 1945"),
- 1996: Dom – Wiktor, przyjaciel Andrzeja Talara (odc. 16 – „Przed miłością nie uciekniesz"),
- 1991: Panny i wdowy (odc. 3)
- 1991: Kuchnia polska − oficer UB otrzymujący odznaczenie (odc. 2)
- 1989: Kanclerz − Serny, podkomendny Zamoyskiego
- 1987: 07 zgłoś się – milicjant; nie występuje w czołówce (odc. 19 – „Zamknąć za sobą drzwi"),
- 1985: Przyłbice i kaptury – Krzyżak eskortujący Jaksę do Malborka (odc. 1 – „Porwanie"),
- 1984: 5 dni z życia emeryta – oficer wzywający Stanisława Bzowskiego ze ślubu na front (odc. 3 – „Wigilia"),
- 1984: 07 zgłoś się – milicjant; nie występuje w czołówce (odc. 17 – „Morderca działa nocą"),
- 1983: Alternatywy 4 – milicjant w filmie oglądanym przez Furmana (odc. 7 – „Spisek"),
- 1982: Życie Kamila Kuranta – kapral Szramko (odc. 4),
- 1982: Popielec (odc. 1)
- 1982: Polonia Restituta – kapitan I pułku Legionów (odc. 1 i 3; nie występuje w napisach),
- 1982: Dom – Wiktor (odc. 8 – „Jak się łowi dzikie ptaki", odc. 9 – „Po obu stronach muru", odc. 10 – „Nie przesadza się starych drzew", odc. 11 – „Jedenaste: nie wychylaj się”),
- 1981: Najdłuższa wojna nowoczesnej Europy – członek „Sokoła” (odc. 6 i 10)
- 1981: 07 zgłoś się – człowiek Ławreckich (odc. 14 – "Hieny"),
- 1980: Kłusownik – rotmistrz Zbigniew Grotowski,
- 1980: Dom – Wiktor (odc. 4 – „A jeszcze wczoraj było wesele", odc. 5 – „Ponad 200 czwartków"),
- 1979: Tajemnica Enigmy (odc. 7 – „W sidłach Abwehry"),
- 1977: Polskie drogi – partyzant GL (odc. 10 – „Himmlerland"),

### Filmy fabularne
- 2016: Smoleńsk (generał komandos),
- 2009: Generał Nil (celowy),
- 2002: Sfora: Bez litości (prezes Globo Banku),
- 2001: Wiedźmin Trener (jazda konna),
- 1999: Ostatnia misja (policjant w hotelowej recepcji; nie występuje w czołówce),
- 1999: Ogniem i mieczem (oficer księcia Jeremiego),
- 1991: Kuchnia polska (oficer UB otrzymujący odznaczenie; nie występuje w czołówce),
- 1989: Żelazną ręką (Serny),
- 1989: Stan strachu (konwojent strzelający do Bysia),
- 1989: Jeniec Europy,
- 1988: Desperacja (członek Komitetu Miejskiego),
- 1987: Zabij mnie glino (członek bandy Stawskiego),
- 1987: Trzy kroki od miłości (kierownik planu),
- 1987: Rajski ptak (Józek),
- 1987: Misja specjalna (oficer w szkole wywiadu),
- 1986: Złoty pociąg (Roth, członek grupy Langa; nie występuje w napisach),
- 1986: Republika nadziei (oficer informujący Schapsa o śmierci syna; nie występuje w czołówce),
- 1986: Na całość (zabity milicjant),
- 1985: W cieniu nienawiści (oficer niemiecki),
- 1985: Rajska jabłoń (mężczyzna pod Mostem Poniatowskiego podczas zamachu majowego; nie występuje w czołówce),
- 1985: Dłużnicy śmierci (aresztant w Strzekocianach),
- 1985: Chrześniak (Austriak z firmy polonijnej),
- 1983: Lata dwudzieste... lata trzydzieste... (amant Krzyżtoporskiej),
- 1983: Katastrofa w Gibraltarze (Eduard Prchal, pilot samolotu),
- 1983: Haracz szarego dnia („Semafor”),
- 1982: Na tropach Bartka (rotmistrz Zbigniew Grotowski),
- 1981: Klejnot wolnego sumienia,
- 1981: Karabiny (leśny),
- 1980: Zamach stanu (adiutant generała Malczewskiego),
- 1980: Polonia Restituta (kapitan pierwszego pułku Legionów; nie występuje w czołówce),
- 1980: Ciosy (Pogłuch),
- 1973: Hubal (podchorąży Leon Gołko, członek oddziału „Hubala”),

### Filmy fabularno – telewizyjne
- 2005: Przybyli ułani (polski jeniec),
- 2003: Psie serce – Święcicki („Roll”),
- 1997: Czas zdrady (żołnierz),
- 1989: Sceny nocne,
- 1989: Reduty września (kapitan Władysław Raginis),
- 1988: Romeo i Julia z Saskiej Kępy,
- 1988: Powrót do Polski (major Stefan Iwanowski, oficer Polskiej Armii generała Hallera),
- 1988: Pamięć i legenda (major B. Lachowicz),
- 1984: 111 dni letargu,

### Filmy dokumentalne fabularyzowane
- 1999: Na plebanii w Wyszkowie 1920 (policjant składający zeznania),
- 1983: Na odsiecz Wiedniowi,
- 1980: Powstanie Listopadowe. 1830–1831 (Karol Szlegel),

### Telenowele
- 2004: Plebania (odc. 471) – adwokat Tracza